# E Pluribus Unum
E Pluribus Unum (slovensko Iz mnogih, eno) je bilo večino zgodovine ZDA njeno geslo.
Leta 1956 je bilo geslo spremenjeno v In God We Trust. Do danes pa je E Pluribus Unum ostal kot napis na sprednjem delu ameriškega grba in na večini dolarskih kovancev ter bankovcev.